# 초실절

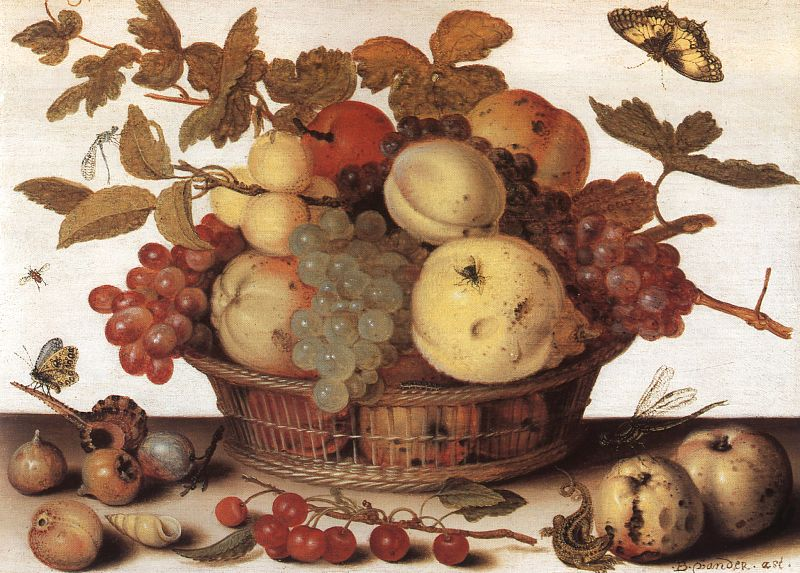
첫 열매 바구니

초실절(初實節; 히브리어: בִּכּוּרֵי קְצִיר; 영어: First Fruit)은 첫 수확의 기쁨을 봉헌하는 절기 행사로 구약 성경에 기록되어 있다. 수확한 첫 이삭, 혹은 첫 열매를 하늘을 향해 흔든다 하여 요제절, 거제절이라고도 한다. 신약 성경은 예수 그리스도의 부활을 첫 열매로 묘사하였다.

## 구약 성경의 초실절

### 초실절의 유래
모세와 이스라엘 백성들이 애굽을 나온 이후 애굽 왕 바로가 마음을 돌이켜 이스라엘 백성들을 죽이려 군대를 끌고 쫓아왔다. 그 때 하나님이 홍해를 가르시고 이스라엘 백성들로 하여금 건너게 하신 후 뒤따라 홍해로 들어온 애굽 군사들을 홍해를 다시 흐르게 하여 멸망시킨 역사가 있었다.
출애굽기 13장
이 역사를 기념하게 하려고 정한 절기가 초실절인 것이다.

### 단어의 유래
출애굽하는 이스라엘 민족에게 하나님은 모든 첫 것은 당신의 것이라고 하였다. 히브리어로 초실절 또는 첫 열매의 절기를 말할 때 '비쿠림'이라는 단어를 사용하였는데 그 단어의 어근은 ‘비코르’ 즉 ‘장자’라는 말에서 왔다. 하나님은 이 '비코르'라는 단어를 제일 처음에 이스라엘을 지칭하는 단어로 사용하였다. 이스라엘은 하나님에게 있어 장자다. 즉 하나님의 것이라는 표현이다.
너는 바로에게 이르기를 여호와의 말씀에 이스라엘은 내 아들 내 장자라 내가 네게 이르기를 내 아들을 놓아서 나를 섬기게 하라 하여도 네가 놓기를 거절하니 내가 네 아들 네 장자를 죽이리라 하셨다 하라 하시니라— 출 4:22~23

이 장자 즉 하나님의 것이라는 의미는 사람 뿐 아니라 가나안 땅에서 얻어지는 모든 곡식과 과일 뿐만 아니라 짐승까지도 적용된다. 그래서 초실절 제물을 드리는 의미는 단순히 ‘이스라엘에서 거둔 첫 번째 수확물을 드린다’는 의미가 아니라 ‘모든 첫 것(장자)의 주인은 하나님이시다’는 신앙을 고백하는 것이 되었다.
맥추절을 지키라 이는 네가 수고하여 밭에 뿌린 것의 첫 열매를 거둠이니라— 출애굽기 23:16

### 초실절 예식
곡물을 거둔 후 첫 이삭 한 단을 하나님 앞에서 열납되도록 흔들어(요제) 드리는 예식을 가지고 있다. 예식 이후에 일년된 숫양을 번제로 한다. 
이스라엘 자손에게 고하여 이르라 너희는 내가 너희에게 주는 땅에 들어가서 너희의 곡물을 거둘 때에 위선 너희의 곡물의 첫 이삭 한 단을 제사장에게로 가져갈 것이요 제사장은 너희를 위하여 그 단을 여호와 앞에 열납되도록 흔들되 안식일 이튿날에 흔들 것이며— 레위기 23:10-11

### 초실절 날짜
레위기에는 유월절과 무교절 기간 중  첫 안식일 다음 날이 초실절로 기록되었다. 
레위기 23:9-12
초실절의 기준이 되는 무교절은 유대력 1월 15일이다. 그래서 해마다 다른 요일에 기념을 하게 되지만, 초실절은 무교절이 기간 중 첫 안식일(토요일) 다음 날에 지키도록 되어 있기 때문에 해마다 무조건 일요일에 지키게 된다
신약시대 예수님의 행적이 구약의 유대인들의 절기와 일치하고 있다
신약성경의 기록을 보면 예수 부활의 날짜도 구약 성경의 초실절 날짜와 동일하다.
흔히 최후의 만찬으로 알려져 있는 장면을 예수님께서는 
"유월절을 지키겠다(마태복음 26:18), 유월절 먹기를 원하였다(누가복음 22:15)" 라고 말씀하신 장면으로 보아 유대력 1월 14일에 행해졌음을 알 수 있다
그리고 다음 날 십자가에서 운명을 하셨는데 그 날은 유대력 1월 15일로서 '무교절' 이라는 절기 날짜에 해당된다.
레위기 23:4~6
그리고 예수님께서 십자가에 돌아가셨던 해에는 무교절이 안식일(토요일) 전 날, 즉 금요일 이었음을 알 수 있다
누가복음 23:54
그리고 나서 안식일(토요일)을 지낸 후 다음 날, 즉 일요일 아침에 부활을 하셨다.
구약의 유대력과 연결해서 살펴보면 부활하신 날이 유대력의 '초실절' 에 해당하는 날임을 알 수 있다.
지금까지 부활절을 해마다 특정 일요일에 지키는 이유가 바로 부활절 날짜가 초실절에서 유래되었기 때문이다. 
그러나 325년 제1차 니케아 공의회를 기점으로 부활절 날짜의 기준이 유대력이 아닌 로마력으로 바뀌게 되었고, 오늘 날과 같이 '춘분 후 만월 후 첫 일요일' 로 정해지게 되었다.

## 신약 성경의 초실절
고린도전서는 예수의 부활을 처음 열매(초실)로 인용하였다. 
그러나 이제 그리스도께서 죽은 자 가운데서 다시 살아 잠자는 자들의 첫 열매가 되셨도다— 고린도전서 15장 20절

예수가 부활의 첫 열매가 되었다는 것은 그를 따르는 자들도 함께 부활에 참여할 수 있다는 의미를 담고 있다.
공관복음은 열매의 수확을 사실적이고 서술적으로 묘사하고있다. 마태복음에서는 예수님께서는 "추수 때"에 대하여 언급하면서, 가라지는 불태우고, 온전한 열매는 곳간에 넣는 작업을 하게 될 것이라고 하셨다.
둘 다 추수 때까지 함께 자라게 두어라 추수 때에 내가 추수꾼들에게 말하기를 가라지는 먼저 거두어 불사르게 단으로 묶고 곡식은 모아 내 곳간에 넣으라 하리라— 마태복음 13:30

즉, 가라지는 하나님을 믿지 않거나, 복음에 복종하지 않는 자이고, 곡식은 처음 익은 열매(초실)로 하나님께 순종하는 자라고 성경은 말하는 것이다.

## 유대교의 초실절
유대교에서, 첫 열매는 하나님께서 주신 농산물에 대한 감사의 의미로 드렸다. 하나님께 먼저 드린 상태가 되어야 그 열매는 내가 먹을 수 있는 유효한 음식이 되는 것이다.

## 다른 종교의 초실절
그리스 아테네에서 처음 열매는 aparche라고 한다. 전쟁 시기를 제외하고, 엘레우시스 여신에게 바치던 것에서 유래한다. 고대 로마에서는 첫 열매가 제사장을 통해 신에게 봉헌된 내용을 볼 수 있다.  

## 같이 보기
- 성경의 절기
- 유월절
- 무교절